# تیمئا ناج
تیمئا ناج (انگلیسی: Timea Nagy)؛ (زاده:۱۹۷۷) یک کانادایی مجارستانی‌تبار و فعال حقوق بشر در کمک به قربانیان قاچاق انسان است.

## سرگذشت ناج
ناج در سال ۱۹۹۸ توسط قاچاقچیان از مجارستان برای تن‌فروشی به کانادا منتقل شد. وی موفق شد بعد از سه ماه و نیم از دست ربایندگان خود فرار کند. در سال ۲۰۰۹ او می‌گوید که تقریباً ۹ سال از فرارش از چنگ قاچاقچیان گذشت تا اینکه او توانست «دلیلی برای برخاستن از خواب صبح پیدا کند»، او تعریف می‌کند که هنوز از کابوس اینکه ممکن است سه نفر رباینده او مجدداً او را پیدا و دستگیر کنند، خلاص نشده‌است. در سال ۲۰۱۰ تعریف می‌کند که تجربه بردگی جنسی به هر طریق ممکن که تصورش را می‌توان کرد، مداوماً بر همه جنبه زندگی او تأثیر گذاشته‌است، بیان این واقعیت تنها راهی بود تا مردم مرا درک کنند. این تمام آنچیزی است که من دربارهٔ آن می‌گویم.

## فعالیت‌ها
ناج بعد از فرارش شروع به دفاع و حمایت از قربانیان قاچاق انسان کرد. او تعریف می‌کند که افشای این موضوع یک نیاز عظیم است. در سال ۲۰۰۹ با یک سازمانی که در تورونتو پایه‌گذاری شده بود و به بازماندگان و قربانیان قاچاق انسان کمک می‌کرد، آشنا شد. این سازمان همکار پلیس سواره نظام سلطنتی کانادا (RCMP)، که برای نجات قربانیان قاچاق انسان فعالیت داشت، بود. برخی از قربانیان قاچاقچیان فقط ۱۲ سال داشتند. ناگی گفت «ما هر کاری از دستمان برمی‌آمد می‌کردیم … قربانیان را جدا می‌کردیم و آنها را به جای امن منتقل می‌کردیم، آنها را غذا می‌دادیم و سعی می‌کردیم به آنها کمک کنیم.» طبق برآورد (RCMP) هرساله قاچاقچیان ۱۴۰۰ نفر را به‌طور غیرقانونی به کانادا وارد می‌کنند که ۶۰۰ نفر از آنها برای تجارت جنسی و تن‌فروشی بکار گرفته می‌شوند.